# Ruisseau Weedon
Pour les articles homonymes, voir Weedon.
Le ruisseau Weedon  est une petite rivière qui traverse la municipalité de Weedon, dans la municipalité régionale de comté (MRC) Le Haut-Saint-François, dans la région administrative de l'Estrie, au Québec, au Canada.

## Géographie
Les bassins versants voisins du ruisseau Weedon sont :
- côté nord : ruisseau Mud, ruisseau Dufresne, rivière au Canard ;
- côté est : rivière au Canard, rivière Saint-François ;
- côté sud : rivière Saint-François ;
- côté ouest : décharge du lac d'Argent, rivière Nicolet, ruisseau Royer.

Le ruisseau Weedon prend sa source au lac Fer à Cheval (longueur : 1,1 km ; altitude : 341 m). Ce lac est situé dans la partie nord-ouest de la municipalité de Weedon, à 7,1 km au sud-est du centre du village de Saint-Joseph-de-Ham-Sud et à 5,8 km à l'ouest de l'intersection de la route 112 au centre du village de Weedon.
À partir du lac Fer à Cheval, le ruisseau Weedon coule sur :
- 6,8 km vers l'est, en contournant par le nord une montagne (sommet à 416 m d'altitude), jusqu'à la rive nord-ouest du lac Vaseux (altitude : 289 m), que le courant traverse sur 0,9 km vers le sud-est ;
- 0,8 km jusqu'à la route 112 ;
- 1,0 km vers le sud-est, en traversant le village de Weedon, jusqu'à une rue ;
- 0,8 km vers le sud-est, jusqu'à son embouchure.

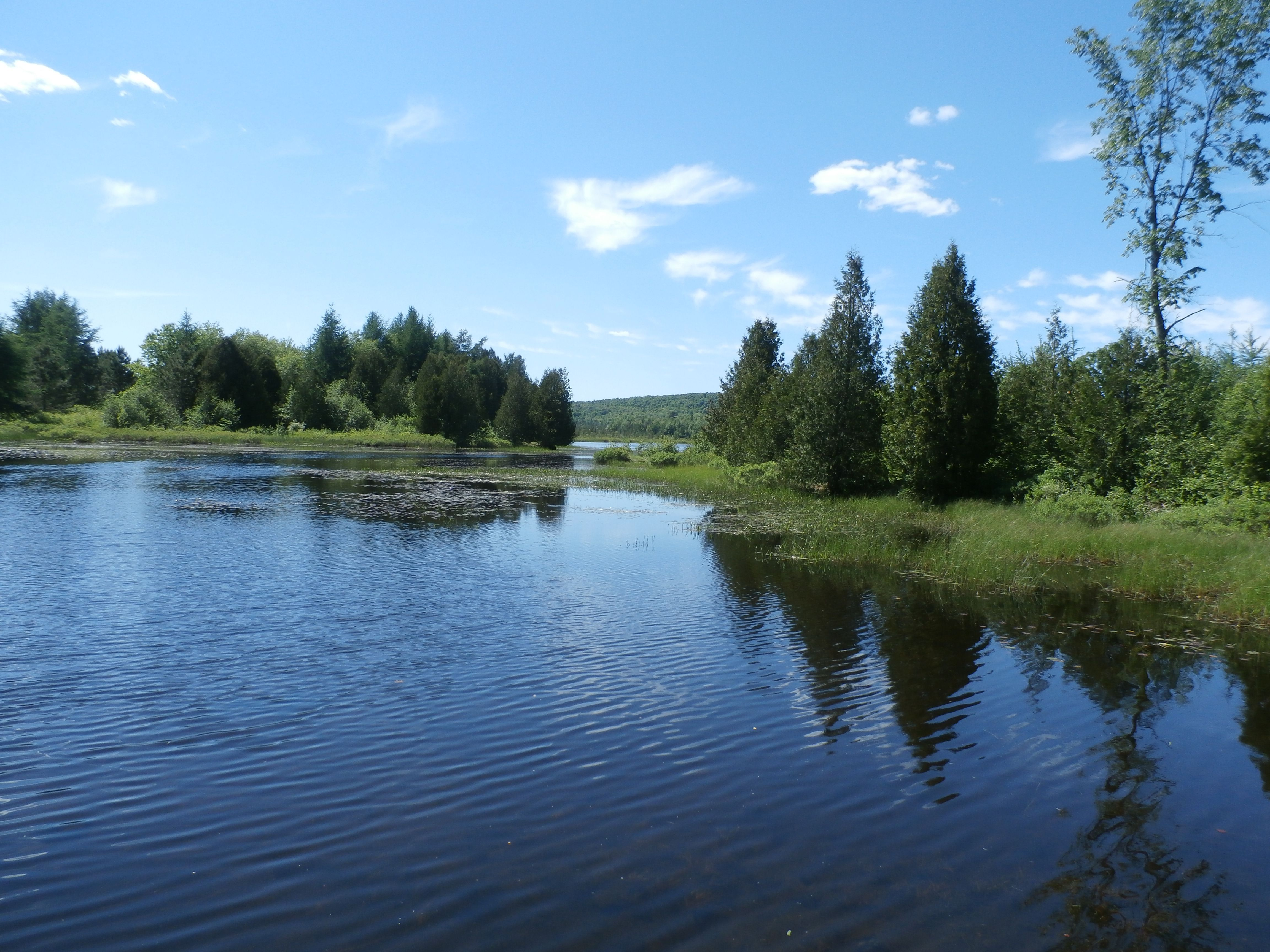
Lac Vaseux traversé par de ruisseau Weedon.

La rivière Weedon rejoint la rivière Saint-François quasiment au même endroit que la rivière au Saumon.

## Histoire

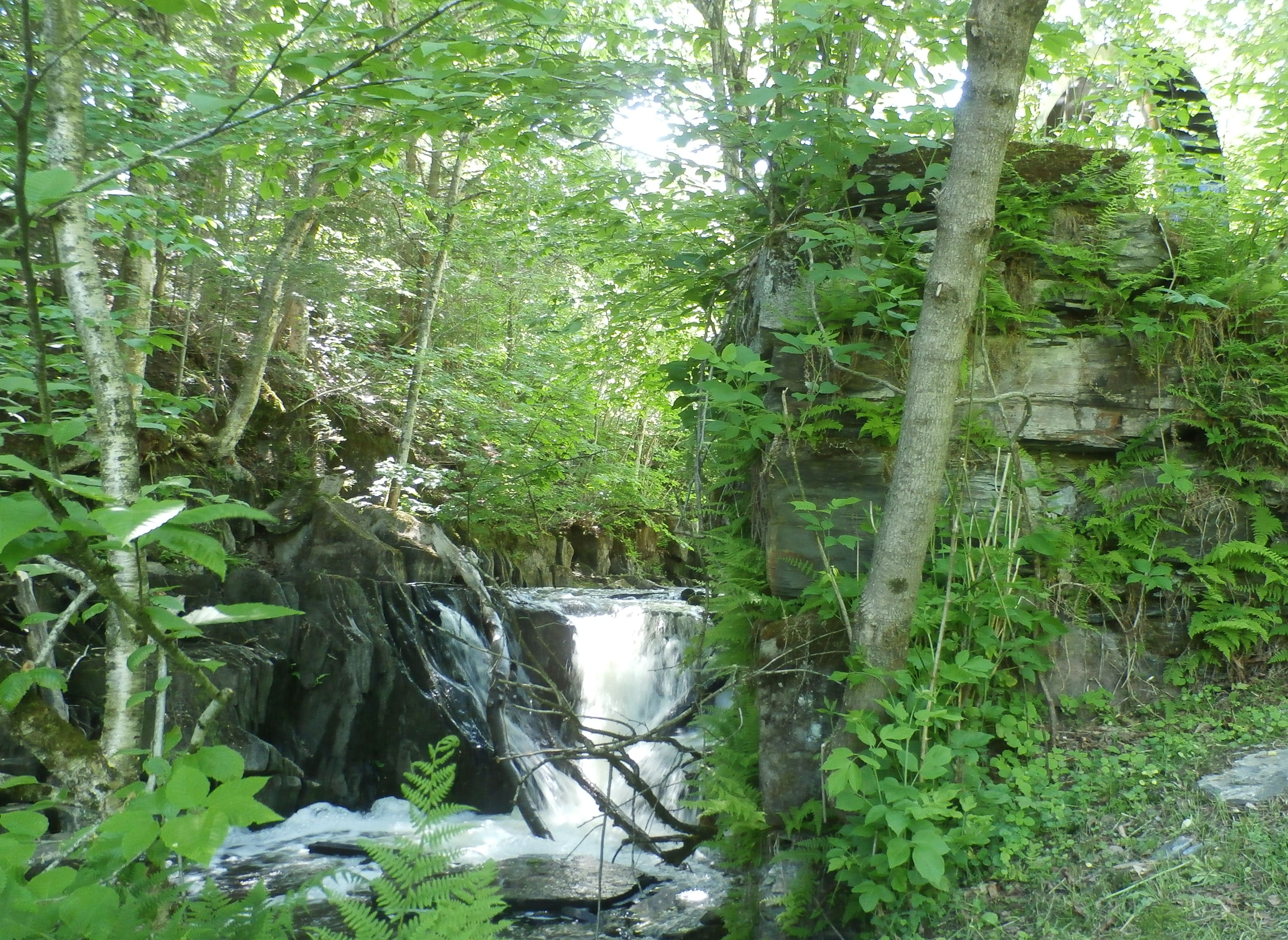
Vestiges de l'ancien moulin sur le ruisseau Weedon dans le parc du vieux moulin.

La rivière a longtemps servi à alimenter l'ancien moulin, situé au parc du Vieux Moulin, qui fut au centre de l'économie de la municipalité naissante. Le site du moulin est aujourd'hui un attrait touristique.

## Toponymie
Le terme "Weedon" évoque une localité d'Angleterre dans le Buckinghamshire. L'appellation de la localité a été emprunté à celui de la rivière.
Le toponyme "rivière Weedon" a été officialisé le 5 décembre 1968 à la Commission de toponymie du Québec.